# Tommaso Cuccioni
Tommaso Cuccioni (* um 1790 in Rom; † 23. August 1864 ebenda) war ein italienischer Kupferstecher und Grafikhändler, ab 1852 auch Fotograf in Rom.

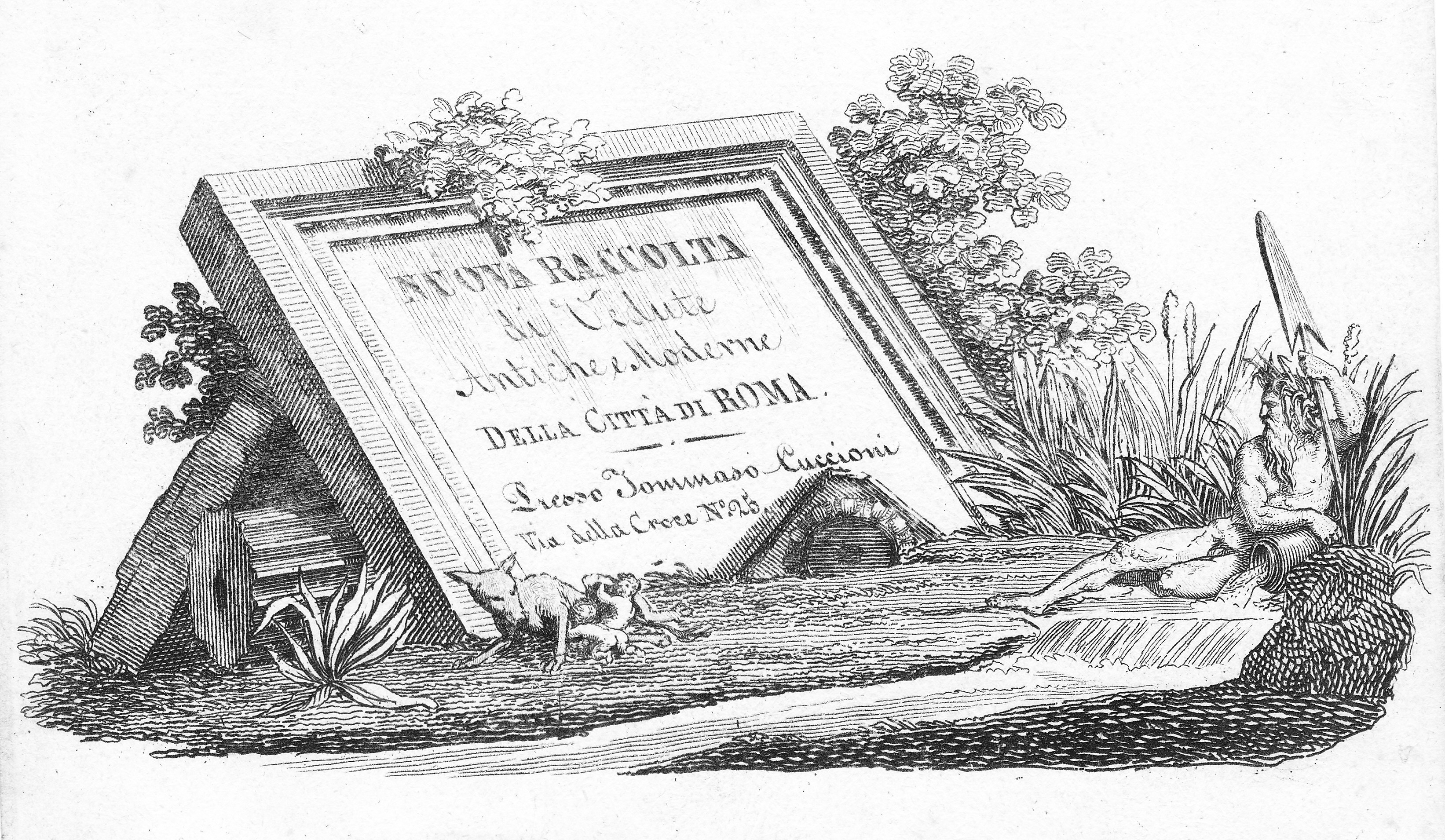
Titelblatt zur Nuova Raccolta, Kupferstichserie um 1820–40

Er stach und veröffentlichte verschiedene Serien von kleinformatigen Ansichtenfolgen für den Touristenmarkt. Um 1820 bis 1840 entstand die Nuova Raccolta di Vedute Antiche et Moderne della Città di Roma mit 100  Kupferstichen römischer Sehenswürdigkeiten (Format ca. 10 × 14 cm), und die Numero cento Vedute di Roma e sue vicinanze (17,5 × 23,5 cm).
Ab den 1840er Jahren verlegte er sich auf den Vertrieb, ab 1852 auch auf die Produktion fotografischer Abbildungen römischer Kunstwerke und Monumente. 1862 beschickte er die Londoner Weltausstellung.
Nach seinem Tod ging das Geschäft an seinen Bruder Gioacchino und seine Witwe Isabella über, die auch über die Nutzung von Fotografien anderer Fotografen verfügte. 